# Hải Thắng
Hải Thắng là một xã thuộc huyện Tiên Lữ, tỉnh Hưng Yên, Việt Nam.

## Địa lý
Xã Hải Thắng có diện tích 5,59 km², dân số năm 2019 là 7.320 người, mật độ dân số đạt 1.310 người/km².

## Lịch sử
Ngày 24 tháng 10 năm 2024, Ủy ban Thường vụ Quốc hội ban hành Nghị quyết số 1248/NQ-UBTVQH15 về việc sắp xếp đơn vị hành chính cấp xã của tỉnh Hưng Yên giai đoạn 2023 – 2025 (nghị quyết có hiệu lực từ ngày 1 tháng 12 năm 2024). Theo đó, thành lập xã Hải Thắng thuộc huyện Tiên Lữ trên cơ sở toàn bộ 5,15 km² diện tích tự nhiên, quy mô dân số là 6.687 người của xã Hải Triều và toàn bộ 4,17 km² diện tích tự nhiên, quy mô dân số là 4.196 người của xã Đức Thắng.
Xã Hải Thắng có 9,32 km² diện tích tự nhiên và quy mô dân số là 10.883 người.